# Clube Paraíso
Clube Paraíso foi uma sitcom produzida pelo centro de produção do Porto da RTP. Com autoria de Álvaro Magalhães, Carlos Tê e José Soares Martins, a realização encontrou-se a cargo de Paulo Afonso Grisolli. Foi transmitida em 1993.

## Sinopse
No centro da cidade do Porto, o health club Clube Paraíso é palco das mais diversas peripécias, protagonizadas por um conjunto não menos díspar de personalidades: desde o arrivista proprietário Carlos Cardoso até ao genuíno Juvenal, funcionário para todo o serviço, passando pela recepcionista, Júlia, um monitor de natação com hidrofobia, Garcia e a professora de ginástica, Nuxa, objeto das investidas amorosas do lírico Vidal, gerente do clube. Pelo espaço transita ainda uma plêiade de clientes que abarca o aristocrata falido, César Bonito, Serpa, vendedor de seguros, um executivo financeiro, Mourão e a sensual hospedeira de bordo, Sílvia, cuja simples presença é capaz de abalar os alicerces do grupo.

## Elenco
- António Capelo - César Bonito Buonarroti di Calabria
- Cláudia Jacques - Sílvia Melo (creditada como Ana Cláudia)
- Emília Silvestre  - Júlia Martins
- João Paulo Costa - Eugénio Vidal
- Jorge Paupério - Alcino Serpa
- Jorge Pinto - Carlos Cardoso
- Jorge Vasques - Edgar Mourão
- José Pinto - Gaspar Amares
- José Topa - Garcia de Abreu
- Mário Moutinho - Juvenal Rodrigues
- Teresa Chaves - Alexandra Santos (Nuxa)